# 庙湾镇 (平舆县)
庙湾镇，是中华人民共和国河南省驻马店市平舆县下辖的一个乡镇级行政单位。

## 行政区划
庙湾镇下辖以下地区：
庙湾社区、龙王庙村、大卢村、里湾村、大杨村、念张村、郑楼村、代关庙村、余楼村、八里夏村、李寨村、冯庄村、黑田村和赵庄村。